# Izop
Izop (miloduh, sipan, šipant, crkvenjak, lat. Hyssopus), biljni rod sedam vrsta polugrmova iz porodice Lamiaceae.
U Hrvatskoj raste vrsta ljekoviti sipan (H. officinalis) i njegova podrvsta H. o. subsp. aristatus, i glavna je ljekovita vrsta u rodu. Latinsko ime roda dolazi od grčkih riječi hys (svinja) i ops (lice), zbog navodne sličnosti cvijeta sa svinjskom njuškom.

## Vrste
1. Hyssopus ambiguus (Trautv.) Iljin ex Prochorov. & Lebel
2. Hyssopus cuspidatus Boriss.
3. Hyssopus latilabiatus C.Y.Wu & H.W.Li
4. Hyssopus macranthus Boriss.
5. Hyssopus officinalis L.
6. Hyssopus seravschanicus (Dubj.) Pazij
7. Hyssopus subulifolius (Rech.f.) Rech.f.